# Commentarii de bello Gallico
Commentarii de bello Gallico (slovensko: Komentarji galskih vojn ali Zapiski iz galskih vojn), pogosto tudi De bello Gallico,  književno delo rimskega vojskovodja in politika Julija Cezarja iz 50. in 40. let 1. stoletja pr. n. št., v katerem opisuje dogajanja med njegovim devetletnim osvajanjem Galije. Napisano je kot pripoved v tretji osebi.
Galija, ki jo omenja Cezar, včasih pomeni celo Galijo brez rimske province Narbonske Galije, sedanje Provanse, se pravi skoraj celo Francijo, Belgijo in del Švice, včasih pa samo ozemlje, naseljeno s Kelti od Rokavskega preliva do Lugdunuma (Lyon), ki so jih Rimljani imenovali Galci.
Delo se zaradi elegantnega in enostavnega sloga že več stoletij uporablja kot učbenik za lažje spoznavanje z latinskim jezikom. Začenja se s pogosto citirano frazo "Gallia est omnis divisa in partes tres", ki se včasih glasi tudi "Omnia Gallia in tres partes divisa est", kar v obeh primerih pomeni, da je "Galija razdeljena na tri dele". Napisano je v osmih knjigah z obsegi od približno 5.000 do približno 15.000 besed.

## Vsebina
De bello Gallico obsega osem knjig. Prvih sedem je napisal Cezar osebno,  8. knjigo pa je po njegovi smrti napisal njegov general Avl Hiricij.

### 1. knjiga
Cezar v prvi knjigi opisuje konflikt z galskim plemenom Helvetov. Najpremožnejši helvetski plemič Orgetoriks je prepričal svoje rojake, naj zapustijo svojo domovino v sedanji Švici, v kateri so preveč omejeni z okoliškimi rekami in gorami. Helveti so nameravali požgati svoje domove in se množično izseliti v jugozahodno Galijo. Ko je Cezar izvedel, da bo selitev potekala preko rimskega ozemlja, je med Helveti in Rimljani  prišlo do velikega spora. Rimljani so selitev preprečili, porazili Helvete in jih vrnili v domovino. Vojaške operacije so med Helveti povročile veliko število žrtev. 
Kasneje so Rimljanom še več težav povzročili spori med galskimi plemeni. Rimski zavezniki Edui so se začeli vojskovati s Sekvani in Arverni. Slednji so poiskali pomoč germanskih najemnikov z drugega brega Rena, ki jih je vodil Ariovist.  Načrt je sprva deloval. Arverni in  Sekvani so z njihovo pomočjo porazili Edue, kasneje pa se je izjalovil, ker si je Ariovist začel nasilno prisvajati arvernsko in sekvansko ozemlje in jih začel tiranizirati. 
Cezar je želel ustaviti tok Germanov preko Rena v Galijo in pomagati rimskim zaveznikom Eduom, zato je sklenil posredovati z vojsko. Svoje legije je premaknil v sekvansko glavno mesto Vesontio, sedanji Besançon. Začel se je pogajati z Ariovistom in se z njim celo osebno sestal. Dva dni po srečanju je Ariovist zahteval ponovno srečanje, na katerega ni odšel Cezar, ampak njegov zastopnik Valerij Procila, katerega je Ariovist aretiral. Neuspešna pogajanja so se končala s silovito  bitko med Germani in Rimljani, v kateri je bil Ariovist poražen. Cezar je bil presrečen, ker so našli in osvobodili njegovega ujetega odposlanca Procila.

### 2. knjiga
Belgi so v strahu pred širitvijo rimske vojaške moči v Galiji začeli zbirati veliko vojsko za boj proti Rimljanom. Remi, eno od belgijskih plemen, so se odcepili od vojaške zveze in ponudili svojo pomoč Rimljanom. Njihova pomoč in pomoč edujske konjenice je Rimljanom še kako koristila. Sledil je vojaški spopad, ki je dosegel svoj višek v veliki bitki z Nervijci, ki so bili najbolj žilavo in bojevito belgijsko pleme. V krvavi bitki so zmagali Rimljani.

### 3. knjiga
Nekaj rimskih vojaških enot pod poveljstvom Servija Galbe je prezimovalo v Alpah na meji med Italijo in Galijo. Okupirana plemena so nepričakovano napadla nič hudega sluteče Rimljane in jih resno ogrozila, vendar so Rimljani napad odbili in jih premagali. 
Kasneje so se Rimljanom uprli Armoriški Veneti, pomorsko pleme z atlantske obale Galije. Veneti so prelomili diplomatske običaje in zajeli sicer nedotakljive rimske odposlance, kar je Cezarja razbesnelo. Veneti so imeli kot spretni pomorščaki v pomorski bitki veliko prednost pred Rimljani. Rimljani so sčasoma pridobili tudi pomorske izkušnje in jih nazadnje porazili. Cezar je Venete kaznoval zaradi kršitve  diplomatskih običajev in zapiranja odposlancev in dal usmrtiti vse pomembne plemiče, ostale Venete pa je prodal v suženjstvo.

### 4. knjiga
Svebi, veliko germansko pleme, so imeli zaradi svoje žilavosti in izrednih vojaških sposobnosti velik vojaški ugled. Manjši germanski plemeni Usipeti in Tenkterji sta se zaradi svebskega zatiranja odločili, da se preselita na zahod. Odšli sta preko Rena na ozemlje Belgov, točneje Menapijcev. Cezar je zato hitro posredoval s svojo vojsko. 
Germani so s Cezarjem večkrat poskušali barantati, vendar brez uspeha. Po sklenitvi začasnega premirja so nepričakovano napadli Rimljane. Cezar je imel njihov napad za izdajo, zato je prekinil vsa nadaljnja pogajanja. Naslednji dan so Germani na pogajanja k Cezarju poslali več svojih vodij in starešin. Cezar je v njihovi potezi slutil novo izdajo, zato je celo delegacijo aretiral in zatem napadel in porazil preostale Germane, ki so bili brez svojih poveljnikov  lahek plen. Vse kaže, da je Cezar zatem zgradil trden lesen most preko Rena in prešel na Germansko ozemlje, kar je močno vznemirilo Germane.  
Kasneje se je Cezar začel pripravljati na napad na Britanijo. Pehoti je uspelo priti preko Rokavskega preliva, konjenici pa ne. Rimski vojski je kljub temu uspelo premagati Brite, ki so se po porazu uklonili Cezarju in se vrnili na svoje domove. Po velikem brodolomu, ki ga je doživelo rimsko ladjevje, so Rimljani ostali brez zalog in Briti so se odločili za ponoven napad. Zajeli so rimske predstraže, Rimljani pa so se pregrupirali in jih porazili. Ko so se Rimljani začeli vračati na celino, so jih napadli Morini in bili tudi oni poraženi.

### 5. knjiga
Cezar je ukazal, naj se čez zimo pripravi čim več ladij za spomladansko invazijo na Brite. Vse ladje so se morale zbrati v Itiju blizu sedanjega Boulogne-sur-Mera. Cesarjeva pozornost se je zatem preusmerila na Belgijsko Galijo, kjer sta se za oblast nad Treveri spopadla Indutiomar in Cingetoriks. Cezar, ki se je v  Itiju pripravljal na svojo britansko kampanjo, je sklenil, da bo s seboj vzel čim več galskih talcev, da bi po svojem odhodu preprečil upore v Galiji. Med njimi je bil tudi Dumnoriks, uporniški plemič iz plemena Eduov. Dumnoriks se je temu trdo upiral in pobegnil v domovino. Cezar je ustavil vse priprave na invazijo, dokler niso Dumnoriksa ulovili in ubili.
Rimljani so odpluli v Britanijo in se večkrat spopadli z Briti, neurje pa je uničilo mnogo rimskih ladij. Britska plemena, ki so se pred tem med seboj vojskovala, so se pred rimsko nevarnostjo združila pod Kasivelavnovim poveljstvom. Rimljanom je zavezništvo ponudilo močno pleme Trinovantov, katerim je sledilo še nekaj drugih plemen. Cezar je od izdajskih plemen izvedel za Kasivelavnov položaj in ga uspešno napadel. Kasivelavn je zatem ukazal plemenom iz Kenta, naj napadejo rimsko ladjevje, vendar jim to ni uspelo. Kasivelavn se je vdal, Cezar pa se je še pred zimo vrnil na celino.
Zaradi suše, ki je zmanjšala pridelek žita, je morala Cezarjeva vojska prezimiti med upornimi belgijskimi plemeni. Vojake pod poveljstvom Titurija Sabina in Avrunkuleja Kota, ki  so prezimovali med Eburoni, je napadla eburonska vojska pod Ambioriksovi in Kativolkovi poveljstvom. Ambioriks je po napadu Rimljane prevaral s trditvijo, da se je napad zgodil brez njegovega soglasja in jim poleg tega svetoval, naj pobegnejo, ker čez Ren prodira velika germanska vojska. Po številnih razpravah in nesoglasjih so mu Rimljani verjeli in naslednje jutro zapustili tabor. Kmalu zatem so padli v eburonsko zasedo. Večina Rimljanov je padla, preživeli pa so se vrnili v  zimski tabor in ponoči naredili samomor.
Drugi rimske enote pod poveljstvom Kvinta Tulija Cicera, brata slavnega govornika,  so prezimovale med Nervijci. Ambioriks je prepričal druga belgijska plemena, naj napadejo Cicerov tabor. Cicerove enote so se znašle v obroču premočnih nasprotnikov, ki so blokirali oskrbovalne poti in prestrezali njihove sle. Situacija je postajala vedno bolj kritična, dokler ni oblegancem le uspelo o tem obvestiti Cezarja. Cezar je z razploložljivimi legijami odšel Ciceru na pomoč. Ko se je približal njegovemu taboru, so Belgi prekinili obleganje in krenili proti njegovi vojski. Cezar, ki je imel številčno mnogo šibkejšo vojsko, si je izmislil zvijačo in svojim vojakom ukazal, naj hlinijo zmedo in prestrašenost. Zvijača je uspela in zavedla Belge, da so napadli na terenu, ki je bil za Rimljane ugoden. Rimske čete so krenile v protinapad in pognale Belge v beg. Cezar je še isti dan dosegel Cicerov tabor in ugotovil, da je večina mož ranjenih. Medtem je poglavar Treverov Induciomar začel vsak dan nadlegovati Labienov tabor, dokler ni Labien za njim poslal konjenice, ki ga je ujela in ubila. Po njegovi smrti so Rimljani uničili še ostanek njegove vojske. Cezar je zaradi strahu pred nemiri med galskimi plemeni ostal celo zimo v Galiji.

### 6. knjiga
Cezar je vpoklical veliko število novih vojakov, s katerimi je nadomestil izgube, ki jih je v preteklem letu povzročil Ambioriks. Treveri, besni zaradi Induciomarjeve smrti, so medtem okoli sebe vneto zbirali belgijska in germanska plemena za skupen boj proti Rimljanom. Cezar je na njihov izziv odgovoril z opustošenjem velikega dela ozemlja njihovih sosedov Nervijcev. Sklical je galsko skupščino, na katero se Senoni, Karnuti in Treveri niso odzvali. Cezar je zato takoj vkorakal na ozemlje Senonov. Njihov poglavar  Akon je bil prisiljen prositi ga za odpuščenje in mu za garante izročiti talce. Cezarja je bil s tem zadovoljen, ker ni želel nadaljevati vojne s Senoni. Namesto tega je svojo pozornost usmeril proti Ambioriksu in njegovim Treverom. Opustošil je ozemlje Menapijcev in jih prisilil k sklenitvi miru. Trevere je najprej opozoril, naj ne podpirajo Ambioriksa, potem pa krenil proti njim. Treveri so se pripravili na napad na Labienov tabor. Ker je Labien želel, da bi ga napadli v zanj ugodnem trenutku, je svojim možem ukazal, naj podrejo tabor in hlinijo umik. Prevara je uspela. Treveri so napadli in bili v bitki popolnoma uničeni.
Cezar se je odločil za ponoven pohod preko Rena, da Ambioriks od tam ne bi mogel dobivati pomoči. Sledi podroben opis germanske kulture, običajev in živali. Po povratku v Galijo je poslal predhodnico, ki naj bi presenetila Ambioriksa. Ambioriks ji je pobegnil in opozoril  vse Eburone, naj tudi oni pobegnejo na varno.  Priletni kralj Kativolk je naredil samomor, ker se ni želel vojskovati niti pobegniti s svojega doma.   
Cezar je na več krajih na ozemlju Eburonov zgradil utrdbe. S tem je nase pritegnil Eburone, ki so imeli zaradi težkega terena veliko možnosti za skrivanje pred Rimljani. Začel je pleniti njihovo ozemlje in k temu povabil sosednja plemena. Na vabilo so se odzvali germanski Sigambri in odpeljali veliko živine. Ko so Sigambri izvedeli, da so vse rimske zaloge shranjene v Atuatuki, so si jih poskušali prisvojiti. Poveljnik Atuatuke Cicero zaradi varnosti ne bi smel nikogar izpustiti iz tabora. Sedmi dan se je počutil varnega in je kljub temu dovolil izhod nekaj vojakom, da bi poskrbeli za hrano. Med njihovo odsotnostjo so tabor napadli  Sigambri in povzročili paniko. Rimljani so zaradi strahu in presenečenje utrpeli nekaj škode, potem pa so se zbrali in pregnali napadalce. Po njihovem umiku je v tabor prišel Cezar in se pritoževal, zakaj vojaki niso ostali v taboru, kot je odredil.
Cezar je po odhodu iz tabora zbral veliko število pomožnih enot, ki so se ukvarjale predvsem z lovom na Ambioriksa, on pa se jim je spretno izmikal. Po opustošenju eburonskega ozemlja je Cezar sklical galsko skupščino, na kateri so preiskali upor Senonov in Karnutov. Vodjo upora Akona so spoznali za krivega in Cezar ga je dal usmrtiti. 

### 7. knjiga
Cezar je med svojim bivanjem v Rimu nameraval zaradi političnih nemirov v Galiji vpoklicati še več vojakov. Ko so za njegov načrt izvedeli Galci, so sklenili preprečiti njegovo vrnitev v Galijo. Vodilno vlogo v podvigu so prevzeli Karnuti in začeli pleniti in pobijati rimske državljane v Cenabumu. Vercingetoriks, mlad plemič iz plemena Arvernov, je okoli sebe zbiral vojake in s podporo sosednjih plemen prevzel vrhovno poveljstvo galske armade. Biturigi so se sprva upirali, kasneje pa so se tudi oni pridružili Arvernom.
Medtem, ko se je upornikom pridruževalo vedno več galskih plemen, je Cezarju uspelo priti do svoje vojske v Narbonski Galiji. Z vojsko je krenil proti arvernskemu ozemlju in presenetil Arverne, ki ga zaradi visokega snega niso pričakovali. Cezar se je premikal hitro, da bi prišel do svojih legij, ki so prezimovale med Lingonci, še preden  bi se Vercingetoriks zavedel, kaj se dogaja. Vercingetoriks se je odločil, da bo napadel Gergovijo, mesto rimskih zaveznikov Bojev. Cezar je medtem oplenil in požgal Cenabum. 
Galci so privzeli novo strategijo in začeli požigati svoja mesta in pridelke, da bi se z njimi ne okoristili Rimljani. Požgali so vsa bituriška mesta, razen Avarika, katerega so nameravali braniti. Rimljani so imeli zaradi pomanjkanja hrane  hude težave in so zanjo zaprosili svoje galske zaveznike, kar stiske ni bisteno zmanjšalo. Odločili so se za obleganja Avarika. Po petindvajsetih dneh mučnih priprav pod velikim pritiskom so napadli in mesto osvojili. Po zmagi  so  skoraj vse Galce pobili, kar je za galsko vojsko pomenilo  veliko izgubo.
Cezar se je nato odpravil proti Gergoviji. Dve legiji je razpostavil na bližnjem hribu in dal od tam do glavnega tabora izkopati štiri metre širok dvojni jarek s prsobrani. Nastal je zid, ki je Galcem prerezal oskrbovalno pot. Cezar je moral zaradi prevare zaveznikov Eduov obleganje za nekaj časa prekiniti. Ko je v težki bitki premagal Edue, se je vrnil pred Gergovijo in spoznal, da mu obleganje ne bo uspelo. Z lažnim umikom je hotel zvabiti Vercingetoriksa v odločilno bitko, vendar mu je tudi ta načrt spodletel in Vercingetoriks ga je porazil.  
Labien se je začel bojevati s Parizi in galska vojna je postajala vse bolj nevarna, ker so se uprli tudi rimski zavezniki Edui in poskušali zanetiti upor še v drugih galskih plemenih. Ko je  galska konjenica v spopadu z Rimljani doživela poraz, se je Vercingetoriks s svojo vojsko umaknil v Alezijo. Cezar je okoli mesta zgradil okop in začel oblegati mesto. Vercingetoriks je na pomoč poklical svoje galske zaveznike, zato je Cezar zgradil okop še na zunanji strani svojih položajev. Galci, ki so napadli od zunaj, so bili zaradi Vercingetoriksove odsotnosti brez pravega poveljnika, a so kljub temu odkrili šibko točko v rimski obrambi in s skupnimi močni naredili preboj. Ko je Cezar osebno v boj povedel še svoje zadnje rezerve, se je vojna sreča obrnila. Vercingetoriks je izgubil bitko in se vdal.

### 8. knjiga
Cezar je v zimskem taboru v Bibrakti izvedel, da se namerava več galskih plemen upreti. Po zadušitvi upora Biturigov je svoje vojake nagradil z velikimi  denarnimi  nagradami. Rimljani so ustavili vojno med Karnuti in Biturigi. Belgijski Belovaki so zbrali vojsko in se začeli vojskovati proti Svesijonom, ki so bili podložniki rimskih zaveznikov Remov. Belovaki so poskušali na svojo stran dobiti tudi druga plemena. Cezar jih je napadel in porazil in njihovo ozemlje priključil k eburonskemu. Labien je začel vojno proti Trevirom. Rimljani so zatrli upor Piktonov.
Senonijec Drap je zbral vojsko, se združil z Luterijem in Karducijanom in poskušal napasti južno rimsko provinco Narbonsko Galijo. Drap in Luterij sta se utrdila v mestu Ukselodunumu, ki je imelo za obrambo izredo ogoden geografski položaj. Rimljani so mesto odrezali od vira pitne vode in ju v krvavem spopadu porazili.
Labien je porazil Treverje in ujel njihove voditelje. Cezar je odšel v Akvitanijo, da bi zagotovil lojalnost tamkajšnjih plemen. Svoje enote je poslal na prezimovanje med različna galska plemena, on sam pa je prezimoval med Belgi. Atrebat Komij je s svojo vojsko začel nadlegovati Rimljane, napadati njihove konvoje in bil nazadnje poražen. 
Ker se je cesarjeveva guvernatura v Galiji  bližala koncu, ni nameraval začenjati novih vojn. V Galiji je želel vzpostaviti mir, tako da je Galce začel obravnavati bolj spoštljivo in obdaril  njihovo  elito.  Odpotoval je v Italijo, da bi vzpodbudil prebivalce, naj na položaj avgurja izvolijo njegovega družabnika Marka Antonija. Nekaj njegovih političnih nasprotnikov je hotelo preprečiti Antonijevo izvolitev samo zato, da bi nasprotovali Cezarju. Cezar je na poti izvedel, da ja Mark Antonij že izvoljen za avgurja in da mu prebivalci pripravljajo razkošen slavnostni sprejem. 
Senat je bil razdeljen na Cezarjeve in Pompejeve privržence. Nekatere senatorje je skrbelo, ker sta imela tako Cezar kot Pompej močni vojski. Senat je zato sklenil, da morata prispevati vsak po eno legijo za vojno s Parti na vzhodu republike. Obe legiji je resnici prispeval Cezar, ker je bila Pompejeva legija nastanjena na Cezarjevem ozemlju in pod  njegovim poveljstvom. Ko sta legiji prišli v Italijo, ju niso poslali na vzhod, ampak sta ostali v Italiji in prišli pod Pompejevo poveljstvo. Postalo je očitno, da Cezarjevi nasprotniki proti njemu načrtujejo vojno. 

## Posledice
Cezarjeve zmage v Galiji so povečale budnost in sovražnost njegovih nasprotnikov v Rimu, med plebejci, na katere so se ozirali samo takrat, ko so rabili njihovo pomoč pri izvrševanju svojih načrtov, pa sta se začel širiti dvom in sumničavost. Ko so mnogi  očitno prestopili na stran Galcev in Germanov, je prišel čas, da se začne upoštevati tudi njihovo mnenje. Glavni namen knjige je bil vsekakor pridobiti rimske volilne glasove.

## Verodostojnost
Delo je nagla kompilacija Cezarjevih zapiskov, narejenih v šotoru ali na poti. Če je Cezar pri tem delal napake v zvezi z resničnostjo dogodkov, jih je delal predvsem z izpuščanjem – stvari, ki jih Rimljani niso želeli slišati, je preprosto zamolčal. Za stvari, ki jih je dobil s plenjenjem, na primer pravi, da jih je dobil po sreči. Delo je kljub delni pristranskosti zgled poštenega poročanja in slogovne  čistosti.

## Vira
- Julij Cezar, Commentarii de bello Gallico, Encyclopedia Americana, 1920.
- M. Albrecht, Geschichte der römischen Literatur, 1. del, München 1994, 2. izdaja, str. 332–334.